# La Iglesia de Jesucristo de los Santos de los Últimos Días en Grecia

Actualmente hay unos 693 miembros de la Iglesia de Jesucristo de los Santos de los Últimos Días en Grecia.

La Iglesia de Jesucristo de los Santos de los Últimos Días (en griego Η Εκκλησία του Ιησού Χριστού των Αγίων των Τελευταίων Ημερών) en la República Helénica posee una pequeña presencia en cuanto al número de miembros pero lleva más de un siglo en tierras griegas.

## Historia
A principios de 1900 un impresor de Atenas llamado Rigas Profontanis pidió información a los líderes de la Iglesia SUD. El presidente de la misión en Turquía le enseñó y se bautizó en octubre de 1905. 
La Iglesia SUD fue creciendo en Grecia hasta 1950, cuando los grecoamericanos mormones que vivían en Salt Lake City organizaron la Sociedad Helénica SUD para preservar su herencia y mantener lazos con su tierra. Los Santos de los Últimos Días han participado en numerosos intercambios diplomáticos en las décadas siguientes, incluyendo la visita a Grecia del presidente de la Iglesia Ezra Taft Benson.
Los líderes de la Iglesia SUD organizaron una pequeña congregación en Atenas en 1965 y la reorganizaron en 1967.
En 1985, el élder Russell Nelson, del Quórum de los Doce Apóstoles de la Iglesia, realizó una visita oficial.
La misión de Atenas-Grecia se estableció en julio de 1990 con parroquias en Atenas, El Pireo y Salónica y la primera casa de reuniones se acabó de construir en mayo de 1999 en Jalandri.
En la actual hay 693 miembros en Grecia, cinco congregaciones y un Centro de Historia de la Familia.